# سباستيان بلانكو
سباستيان بلانكو (بالإسبانية: Sebastián Blanco)‏ (15 مارس 1988 في الأرجنتين - ) هو لاعب كرة قدم أرجنتيني وإسباني في مركز الوسط. شارك مع منتخب الأرجنتين لكرة القدم. أما مع النوادي، فقد لعب مع نادي لانوس ونادي ميتاليست خاركيف ووست بروميتش ألبيون وClub Cerro Porteño (Presidente Franco) ‏.

## وصلات خارجية
- سباستيان بلانكو على موقع الاتحاد الدولي (مؤرشف)  (الإنجليزية)
- سباستيان بلانكو على موقع الاتحاد الأوربي (الإنجليزية)
- سباستيان بلانكو على موقع اتحاد أوكرانيا (الإنجليزية)
- سباستيان بلانكو على موقع الدوري الأمريكي (الإنجليزية)
- سباستيان بلانكو على موقع قاعدة بيانات كرة القدم.إي يو (الإنجليزية)
- سباستيان بلانكو على موقع ناشيونال فوتبول تيمز (الإنجليزية)
- سباستيان بلانكو على موقع Soccerbase.com (لاعب) (الإنجليزية)
- سباستيان بلانكو على موقع Soccerway.com (الإنجليزية)
- سباستيان بلانكو على موقع عالم كرة القدم.نت (الإنجليزية)
- سباستيان بلانكو على موقع AS.com (الإسبانية)